# Gymnophyton flexuosum
Gymnophyton flexuosum är en flockblommig växtart som beskrevs av Dominique Clos. Gymnophyton flexuosum ingår i släktet Gymnophyton och familjen flockblommiga växter. Inga underarter finns listade i Catalogue of Life.